# جرانت شو
جرانت شو (بالإنجليزية: Grant Show)‏ هو ممثل أمريكي، ولد في 27 فبراير 1962 بديترويت في الولايات المتحدة.

## أعمال

### أفلام
- (2003) المهمة الإيطالية[5]
- (2012) بوسشن[6]

### مسلسلات
- الخادمات المخادعات
- بيفرلي هيلز 90210
- سلالة
- ملروس بليس

## وصلات خارجية
- جرانت شو على موقع IMDb (الإنجليزية)
- جرانت شو على موقع ألو سيني (الفرنسية)
- جرانت شو على موقع أول موفي (الإنجليزية)
- جرانت شو على موقع قاعدة بيانات برودواي على الإنترنت (الإنجليزية)
- جرانت شو على موقع قاعدة بيانات الأفلام السويدية (السويدية)
- جرانت شو على موقع إن إن دي بي (الإنجليزية)
- جرانت شو على موقع قاعدة بيانات الفيلم (الإنجليزية)
- جرانت شو على موقع كينوبويسك (الروسية)